# Банкетный талер

Банкетный талер

Банкетный талер (нем. Dinertaler) — название союзных победных прусских талеров 1866 и 1871 годов, на реверс которых напаяны рельефные бюсты кронпринца и будущего императора Фридриха и принца Фридриха Карла Николая Прусского. Медали были подготовлены ювелирами Магдебурга для участников банкета, который состоялся в 1871 году в городе с участием первых лиц императорской семьи.